# Helen Glover
Helen Glover (Truro, 17 giugno 1986) è una canottiera britannica, vincitrice della medaglia d'oro nel 2 senza femminile a Londra 2012 e a Rio 2016.

## Palmarès
- Giochi olimpici

Londra 2012: oro nel 2 senza.
Rio de Janeiro 2016: oro nel 2 senza.
Parigi 2024: argento nel 4 senza. Portabandiera alla cerimonia di apertura, insieme al tuffatore Tom Daley.
- Campionati del mondo di canottaggio

Lago Karapiro 2010: argento nel 2 senza.
Poznań 2011: argento nel 2 senza.
Chungju 2013: oro nel 2 senza.
Amsterdam 2014: oro nel 2 senza.
Aiguebelette-le-Lac 2015: oro nel 2 senza.